# Béni Makouana
Béni Makouana (Brazzaville, 28 settembre 2002) è un calciatore congolese (Repubblica del Congo), attaccante del Polіssja Žytomyr e della nazionale congolese.

## Caratteristiche tecniche
È un centravanti.

## Carriera

### Club
Dopo una prima parte di carriera trascorsa in Congo, nel 2020 viene acquistato dal Montpellier che lo aggrega al proprio settore giovanile; l'8 agosto 2021 debutta in prima squadra in occasione dell'incontro di Ligue 1 perso 3-2 contro l'Olympique Marsiglia.

### Nazionale
L'11 ottobre 2018 debutta con la nazionale congolese in occasione del match di qualificazione per la Coppa d'Africa vinto 3-1 contro la Liberia.

## Statistiche
Statistiche aggiornate al 2 settembre 2021.

### Presenze e reti nei club
| Stagione        | Squadra         | Campionato      | Campionato | Campionato | Coppe nazionali | Coppe nazionali | Coppe nazionali | Coppe continentali | Coppe continentali | Coppe continentali | Altre coppe | Altre coppe | Altre coppe | Totale | Totale | Totale |
| Stagione        | Squadra         | Comp            | Pres       | Reti       | Comp            | Pres            | Reti            | Comp               | Pres               | Reti               | Comp        | Pres        | Reti        | Pres   | Reti   |        |
| --------------- | --------------- | --------------- | ---------- | ---------- | --------------- | --------------- | --------------- | ------------------ | ------------------ | ------------------ | ----------- | ----------- | ----------- | ------ | ------ | ------ |
| 2021-2022       | Montpellier     | L1              | 2          | 0          | CF              | 0               | 0               |                    | -                  | -                  |             | -           | -           | 2      | 0      |        |
| Totale carriera | Totale carriera | Totale carriera | 2          | 0          |                 | 0               | 0               |                    | -                  | -                  |             | -           | -           | 2      | 0      |        |

### Cronologia presenze e reti in nazionale
| Cronologia completa delle presenze e delle reti in nazionale ― Rep. del Congo | Cronologia completa delle presenze e delle reti in nazionale ― Rep. del Congo | Cronologia completa delle presenze e delle reti in nazionale ― Rep. del Congo | Cronologia completa delle presenze e delle reti in nazionale ― Rep. del Congo | Cronologia completa delle presenze e delle reti in nazionale ― Rep. del Congo | Cronologia completa delle presenze e delle reti in nazionale ― Rep. del Congo | Cronologia completa delle presenze e delle reti in nazionale ― Rep. del Congo | Cronologia completa delle presenze e delle reti in nazionale ― Rep. del Congo |
| Data                                                                          | Città                                                                         | In casa                                                                       | Risultato                                                                     | Ospiti                                                                        | Competizione                                                                  | Reti                                                                          | Note                                                                          |
| ----------------------------------------------------------------------------- | ----------------------------------------------------------------------------- | ----------------------------------------------------------------------------- | ----------------------------------------------------------------------------- | ----------------------------------------------------------------------------- | ----------------------------------------------------------------------------- | ----------------------------------------------------------------------------- | ----------------------------------------------------------------------------- |
| 11-10-2018                                                                    | Brazzaville                                                                   | Rep. del Congo                                                                | 3 – 1                                                                         | Liberia                                                                       | Qual. Coppa d'Africa 2019                                                     | -                                                                             | 90+3’                                                                         |
| 9-6-2021                                                                      | Manavgat                                                                      | Niger                                                                         | 0 – 1                                                                         | Rep. del Congo                                                                | Amichevole                                                                    | -                                                                             | 71’                                                                           |
| 2-9-2021                                                                      | Johannesburg                                                                  | Namibia                                                                       | 1 – 1                                                                         | Rep. del Congo                                                                | Qual. Mondiali 2022                                                           | -                                                                             | 55’                                                                           |
| 9-10-2021                                                                     | Lomé                                                                          | Togo                                                                          | 1 – 1                                                                         | Rep. del Congo                                                                | Qual. Mondiali 2022                                                           | -                                                                             | 54’                                                                           |
| 12-10-2021                                                                    | Brazzaville                                                                   | Rep. del Congo                                                                | 1 – 2                                                                         | Togo                                                                          | Qual. Mondiali 2022                                                           | -                                                                             | 46’                                                                           |
| 11-11-2021                                                                    | Brazzaville                                                                   | Rep. del Congo                                                                | 1 – 1                                                                         | Namibia                                                                       | Qual. Mondiali 2022                                                           | -                                                                             | 46’                                                                           |
| 14-11-2021                                                                    | Thiès                                                                         | Senegal                                                                       | 2 – 0                                                                         | Rep. del Congo                                                                | Qual. Mondiali 2022                                                           | -                                                                             | 71’                                                                           |
| 25-3-2022                                                                     | Aksu                                                                          | Rep. del Congo                                                                | 1 – 3                                                                         | Zambia                                                                        | Amichevole                                                                    | -                                                                             | 69’                                                                           |
| 29-3-2022                                                                     | Aksu                                                                          | Rep. del Congo                                                                | 1 – 2                                                                         | Sierra Leone                                                                  | Amichevole                                                                    | -                                                                             | 65’                                                                           |
| 8-6-2022                                                                      | Brazzaville                                                                   | Rep. del Congo                                                                | 1 – 0                                                                         | Gambia                                                                        | Qual. Coppa d'Africa 2023                                                     | -                                                                             | 72’                                                                           |
| 24-9-2022                                                                     | Mohammedia                                                                    | Rep. del Congo                                                                | 3 – 3                                                                         | Madagascar                                                                    | Amichevole                                                                    | -                                                                             | 79’                                                                           |
| 27-9-2022                                                                     | Mohammedia                                                                    | Rep. del Congo                                                                | 0 – 2                                                                         | Mauritania                                                                    | Amichevole                                                                    | -                                                                             | 87’                                                                           |
| 10-9-2023                                                                     | Marrakech                                                                     | Gambia                                                                        | 2 – 2                                                                         | Rep. del Congo                                                                | Qual. Coppa d'Africa 2023                                                     | -                                                                             | 86’                                                                           |
| 5-9-2024                                                                      | Brazzaville                                                                   | Rep. del Congo                                                                | 1 – 0                                                                         | Sudan del Sud                                                                 | Qual. Coppa d'Africa 2025                                                     | -                                                                             | 68’                                                                           |
| 9-9-2024                                                                      | Kampala                                                                       | Uganda                                                                        | 2 – 0                                                                         | Rep. del Congo                                                                | Qual. Coppa d'Africa 2025                                                     | -                                                                             | 59’                                                                           |
| Totale                                                                        |                                                                               | Presenze                                                                      | 15                                                                            |                                                                               | Reti                                                                          | 0                                                                             |                                                                               |